# هیشوتش
هیشوتش از شاهان پادشاهی اوان در تمدن ایلام بود که در دوره خاندان دوم اوان (حدود ۲۵۵۰–۲۲۷۰ پیش از میلاد) حکمرانی می‌کرد. او چهارمین پادشاه این خاندان پس از پلی، تته یکم و اوکو تنهیش بود.

## دوران حکومت
هیشوتش در فهرست شاهان ایلامی به عنوان چهارمین فرمانروای خاندان دوم اوان ذکر شده است. دوره حکومت او همزمان با تحولات مهم در میانرودان بود، اگرچه اطلاعات دقیقی درباره اقدامات یا رویدادهای مهم دوران حکومت او در دسترس نیست.

## جایگاه در تاریخ ایلام
حکومت هیشوتش در دوره‌ای از تاریخ ایلام قرار دارد که اطلاعات کمی درباره آن موجود است. او پس از اوکو تنهیش و قبل از شوشون ترنه به قدرت رسید. این دوره از تاریخ ایلام با افزایش توجه میانرودانی‌ها به ثروت‌های طبیعی فلات ایران همراه بود.